# HB (gruppo musicale)
Gli HB sono stati un gruppo musicale christian/symphonic metal finlandese, formatosi nel 2002 a Forssa.
Hanno registrato una demo, quattro album in lingua finlandese, di cui hanno pubblicato tre versioni in inglese, tre singoli e un DVD dal vivo filmato al Maata Näkyvissä Festival, nel 2006.
Sul significato del nome della band, la cantante Johanna Aaltonen dichiarò sul loro sito ufficiale:
Stilisticamente il gruppo eseguiva metal sinfonico, a tratti power, con poderosi suoni di chitarre elettriche, basso e percussioni, fusi con strumenti caratteristici della musica classica quali archi, pianoforte e violino, cori e alcuni versi in canto lirico. La band era anche caratterizzata dal forte contenuto spirituale nei loro testi incentrati su Cristo.
Johanna Aaltonen, la cantante originaria del gruppo, lasciò la band all'inizio del 2013, venendo sostituita da Miia Rautkoski, voce del gruppo eurodance G-Powered, che a sua volta fece sapere la sua uscita nel marzo 2014. Il 3 maggio 2014 la band ha annunciato che la Aaltonen sarebbe tornata con gli HB.
Il 10 dicembre 2016 hanno suonato il loro ultimo concerto in Germania al Christmas Rock Night. Nell'occasione hanno dichiarato al pubblico che avrebbero seguito singolarmente le proprie vie, per decisione presa di comune accordo.

## Discografia

### EP
- 2002 - HB

### Album
- 2004 - Uskon Puolesta
- 2005 - Enne
- 2008 - Piikki lihassa
- 2008 - Frozen Inside
- 2010 - Jesus Metal Explosion
- 2010 - Pääkallonpaikka
- 2010 - Perkeleitä
- 2011 - The Battle of God

### DVD
- 2006 - Can You Road?

### Singoli
- 2004 - Turhaa Tärinää? (two-track single)
- 2014 - Mary (singolo natalizio)

## Formazione

### Membri ufficiali
- Johanna Kultalahti Aaltonen – voce (2002–2013, 2014–2016)
- Antti Niskala – chitarra, pianoforte, tastiere (2002 – 2016)
- Tuomas Kannisto  – basso (2009 – 2016)
- Markus Malin – batteria (2007–2009, 2011–2016)

### Ex componenti
- Keijo Kauppinen – chitarra (2006–2007)
- Tuomas Mäki-Kerttula – basso (2002–2008)
- Tommi Huuskonen – basso (2008–2009)
- Janne Karhunen – chitarra (2007–2009)
- Samuel Mäki-Kerttula – batteria (2002–2007, 2009–2011)
- Bob Kanervo – chitarra (2009–2011)
- Sofia Ylinen – chitarra (2009–2011)
- Miia Rautkoski – voce (2013–2014)